# Liste des partis politiques en Azerbaïdjan
Voici la liste des partis politiques azerbaïdjanais.

## Partis

### Partis représentés à l'Assemblée nationalelors desélections législatives de 2015
- Parti du nouvel Azerbaïdjan (Yeni Azərbaycan Partiyası, YAP) : 69 sièges
- Parti de la solidarité civique (Vətəndaş Həmrəyliyi Partiyası) : 2 sièges
- Parti azerbaïdjanais de la prospérité sociale (Azərbaycan Sosial Rifah Partiyası) : 1 siège
- Parti de l'unité civique (Vətəndaş Birliyi Partiyası) : 1 siège
- Parti démocrate des lumières (Azərbaycan Demokratik Maarifçilik Partiyası) : 1 siège
- Parti du grand ordre (Böyük Quruluş Partiyası) : 1 siège
- Parti de la patrie (Vətən Partiyası) : 1 siège
- Parti du mouvement du renouveau national (Milli Dirçəliş Hərəkatı Partiyası) : 1 siège
- Parti pour les réformes démocratiques (Azərbaycan Demokratik İslahatlar Partiyası) : 1 siège
- Parti social-démocrate d'Azerbaïdjan (Azərbaycan Sosial Demokrat Partiyası) : 1 siège
- Parti de l'unité (Birlik Partiyası) : 1 siège
- Parti du front populaire de tout l’Azerbaïdjan (Bütöv Azərbaycan Xalq Cəbhəsi Partiyası) : 1 siège

### Autres partis
- Parti communiste d'Azerbaïdjan (Azərbaycan Kommunist Partiyası, AKP)
- Parti du Front populaire d'Azerbaïdjan (Azərbaycan Xalq Cəbhəsi Partiyası)
- Parti Müsavat (Müsavat Partiyası)
- Parti de la mère patrie (Ana Vətən Partiyası)
- Parti pour l'indépendance nationale d'Azerbaïdjan (Azərbaycan Milli İstiqlal Partiyası)